# Henri-François Lambert d'Herbigny
Henry François Lambert d'Herbigny (Pays d'Auge, vers 1655 – Rouen, 29 juin 1704) fut successivement intendant des généralités de Montauban, Lyon, puis Rouen.

## Biographie
Henry-François Lambert d'Herbigny est né en Pays d'Auge d'un père, Henri Lambert, qui sera successivement conseiller au Parlement de Paris, intendant et conseiller d'État. Comme son père, il occupe plusieurs postes dans l'administration française.
En vue de la préparation de la Grande ordonnance de la marine de 1681, il est chargé de recueillir en sa qualité de Commissaire pour la visite des ports et havres du Ponant tous les renseignements propres à préparer la rédaction d’un Code maritime en même temps que d’informer sur l’administration des ports et de la justice. Par son instruction du 1er janvier 1671, Louis XIV lui demande « d’examiner et reconnaître la jurisprudence, les statuts, les règlements, ordonnances et arrêts dont les officiers se sont servis jusqu’à présent » dans les différentes juridictions maritimes.
Après avoir été maître des requêtes en 1687, puis intendant de Montauban en 1691, il est intendant de la généralité de Lyon de 1694 à 1700. À la demande d'Henri de Boulainvilliers, qui mène une enquête sur l'état du royaume, il envoie en 1697 un questionnaire minutieux aux curés de cent-trente-quatre paroisses du Lyonnais. Il en tire un Mémoire sur le gouvernement de Lyon destiné en principe à "l'instruction du duc de Bourgogne" (le dauphin Louis de France), mais en réalité au ministre Pontchartrain, dans lequel il présente le mauvais état à ses yeux de la gestion de Lyon. L'ensemble de ces mémoires ne sera publié que tardivement, et très incomplètement. Il faudra attendre la fin du XIXe siècle pour qu'en soit entreprise une édition critique, toujours en cours.

## Publications
- Mémoire sur le gouvernement de Lyon, 1698 (manuscrit).